# Cybernetik
Cybernetik, kybernetik (av grekiska Κυβερνήτης, "rorsman", besläktat via latin med engelskans govern), är studiet  av styrteknik och reglerteknik, och regelmässig återkoppling, vare sig det gäller levande varelser, maskiner eller organisationer. Cybernetik är ett nytt lånord från engelskan och tidigare har vetenskapen inrymts i begreppet reglerteknik. Till cybernetiken hör ämnen som artificiell intelligens, komplexa system, reglersystem, beslutsteori, informationsteori, kunskapsorganisation, återkoppling, systemteori och simulering.
Cybernetiken uppstod i studiet av kontrollsystem, datornätverk, matematisk logik och neurovetenskap. I dess moderna betydelse myntades termen av Norbert Wiener, för teleologiska mekanismer. Louis Couffignal lanserade en mer filosofisk definition 1956, som konsten att säkerställa effektiviteten i en handling. Ordet förekommer redan hos Platon i dennes Lagarna för folkstyre.
Efter andra världskriget fördömdes cybernetiken i Sovjetunionen som en kapitalistisk vetenskap. I kampanjen mobiliserades filosofer, matematiker och fysiker som fördömde kollegors försiktiga försök att utveckla idéer inom fältet. 
Som vetenskaplig disciplin ägnar sig cybernetiken åt studiet av system och kontroll i dess abstrakta betydelse. Den är målorienterad och syftar ytterst till mänsklig interaktion i överenskommelser och samarbete.
Begreppet "cybernetisk process" används även inom coachning för att beskriva medveten och omedveten styrning av hjärnans upplevelseförmåga.

## Cybernetik i science fiction
En aspekt av cybernetiken – interaktion mellan människa och maskin – har blivit central i den litterära genren cyberpunk. Cyberrymden, en term skapad 1982 av cyberpunkspionjären William Gibson, är upphovet till ordledet cyber- för något relaterat till datornätverk eller virtuell verklighet. Notera dock att språkligt sett vore cyberneto- den riktiga formen.